# Linia kolejowa Raspenava – Bílý Potok pod Smrkem
Linia kolejowa Raspenava – Bílý Potok pod Smrkem – jednotorowa, regionalna i niezelektryfikowana linia kolejowa w Czechach. Łączy stację Raspenava z przystankiem Bílý Potok pod Smrkem. Przebiega w całości przez terytorium kraju libereckiego.